# Иваничевский район
Ива́ничевский райо́н (укр. Іваничівський район; в 1940—1946 — Порыцкий, в 1957—1962 — Нововолынский) — упразднённая административная единица на юго-западе Волынской области Украины. Административный центр — посёлок городского типа Иваничи.

## География
Площадь — 645 км² (16-е место среди районов). Анклавами на территории района являлись территории Нововолынского городского совета (г. Нововолынск и п. Благодатное).
Основные реки — Западный Буг, Луга, Рыловица, Свинарейка, Луга-Свинарейка, Стрыпа.
Район граничил на севере с Владимир-Волынским районом, на востоке — с Локачинским районом, на юго-востоке — с Гороховским районом, на юге — с Сокальским районом Львовской области, на западе — с Польшей.

## История
Район образован в 1940 году как Порыцкий район с центром в селе Порыцк. В 1946 году центр района был перенесён в Иваничи, а сам район был переименован в Иваничевский. В 1958—1962 годах носил название Нововолынский район. Центром района был Нововолынск, который в дальнейшем стал городом областного подчинения. В 1962 году район был ликвидирован, в 1966 году был восстановлен. 17 июля 2020 года в результате административно-территориальной реформы район вошёл в состав Владимир-Волынского района, на его территории были сформированы Иваничевская, Литовежская, Павловская и Поромовская территориальные общины. Территория Грибовичского и Грядовского сельских советов вошла в состав Нововолынской городской общины.

## Население
Численность наличного населения района на 1 декабря 2013 года составляла 32 367 человек (11-е место среди районов), в городских условиях проживали 6 774 человека (20,93 %), в сельских — 25 593 (79,07 %). Постоянное население — 32 324 человека, в том числе городское население — 6 686 (20,68 %), сельское — 25 638 человек (79,32 %).

## Административное устройство
На момент упразднения район включал в себя:
Количество советов (рад):
- поселковых — 1
- сельских — 23

## Населённые пункты
Количество населённых пунктов:
- городов районного значения — 0
- посёлков городского типа — 1 (Иваничи)
- сёл — 58
- посёлков сельского типа — 0

Всего насчитывается 59 населённых пунктов.